# Dürrbach (Mosel)
Der Dürrbach, auch Dörrenbachsgraben, ist ein etwa vier Kilometer langer, nordöstlicher und linker Zufluss der Mosel bei Langsur im rheinland-pfälzischen Landkreis Trier-Saarburg.

## Geographie

### Verlauf
Der Dürrbach entspringt auf etwa 320 m ü. NHN nordöstlich von Igel-Liersberg knapp 200 m westlich der Grenze vom Landkreis Trier-Saarburg zur kreisfreien Stadt Trier. Seine Quelle liegt etwa 100 m südlich der A 64 und in einem Acker direkt an der Gemarkungsgrenze von Liersberg zu Igel.
Zunächst fließt er, begleitet von dichten Gehölz, in südwestlicher Richtung durch Felder und Wiesen der Gemarkung Liersberg. Südlich der Flur An der Dürrbach  betritt er den Nordzipfel eines kleinen Waldes und unterquert etwa 400 m bachabwärts die K 2. Südlich der Straße weitet sich der Wald etwa aus. Der Bach läuft am Ostfuß der Haart entlang und passiert dann die Gemeindegrenze von Igel nach Langsur. Er verlässt den Wald und fließt in einem Streifen von Büschen und Bäumen durch Obstplantagen. Bei der Flur In der Kaul wechselt er nach Süden und zieht dann durch Weinberge.
Der Dürrbach  unterquert noch die Gleisanlagen der Trierer Weststrecke und die Bundesstraße 49 und mündet schließlich zwischen Wasserbilligerbrück und Löwener Mühle auf etwa  150 m ü. NHN von links in die dort zuletzt aus dem Westen heranziehende Mosel.
Der 4,031 km lange Lauf des Dürrbachs endet ungefähr 184 Höhenmeter unterhalb seiner Quelle, er hat somit ein mittleres Sohlgefälle von etwa 46 ‰.

### Einzugsgebiet
Das 2,495 km² große Einzugsgebiet des Dürrbachs erstreckt sich vom Trierweiler Gutland über das Untere Sauertal bis zum Nitteler Moseltal und wird durch ihn über die Mosel und den Rhein zur Nordsee entwässert. Die höchste Erhebung ist der Hügel Auf der First mit einer Höhe von 375,4 m ü. NHN im Norden des Einzugsgebiets.

### Zuflüsse
- Bach bei der Römerstraße (rechts), 0,4 km, 0,32 km²